# 早發性射精
早發性射精（英語：premature ejaculation，縮寫PE），又稱早洩、早漏，是指男性在開始性行为沒過多久，且只有些微刺激的情況下，便達至性高潮和射精。至於何謂「射精過早」則沒有明確劃一的定義，不過國際性醫學學會的專家把之界定作在受到刺激的約1分鐘內射精。《國際疾病與相關健康問題統計分類》第十版則將其界定為在開始性交後的15秒內射精。
儘管有著此問題的男性很多都會主訴說自己對射精失去控制感，但此一說法的真確性仍待考證，而且大多處於平均水平的男性都希望自己能夠再持久一點。一般男性的射精延遲時間約為4－8分鐘。與之相反的情況稱為迟泄。
患有早發性射精的男性常會伴有負面情緒或關係上的困難，也有些人為此問題而感到尷尬，繼而避免與人發生任何形式的性關係。相較於男性，女性較不認為早發性射精是問題，不過數項研究亦證實了此問題的確會使一些女性伴侶感到困擾。

## 成因
早發性射精的成因尚不明確。研究者提出了很多不同的理論，比如在青少年期期間，為避免給人發現自己自慰而養成快速自慰的習慣、臨場表現焦慮、被動攻擊型的性格、少有性經歷。但這些說法都缺乏證據支持。
現有幾個關於早發性射精的生理成因假設，比如血清素受體、遗传性疾病、阴茎敏感度過高、不典型的神经传导。
研究者已確定腦部巨细胞核在射精控制上扮演一定角色。
前列腺炎或其他藥物可導致早發性射精。

## 生理機制
射精可細分作兩個過程——釋出與射出。釋出為射精的第一步，當中來自输精管壺腹、精囊、前列腺的液體會釋出至尿道後方。第二步則為射出。當中膀胱頸會先閉合，然後骨盆会阴肌和球海绵体肌會促使尿道有節律地收縮，以及尿道外括约肌间歇性放松。
射精過程的釋出期由交感运动神经元控制，而射出期則由躯体和自律神经元執行。这些运动神经元位于胸腰部和腰骶部的脊髓，当達至射精閾值的感觉输入到中樞神經系統時，这些神经元就会以互相協調的方式激活。

### 持續時間
1948年的《金赛报告》表示，約四分之三的男性在與伴侶交合中，通常於兩分鐘內射精。
現有證據顯示，18-30歲者的平均陰道內射精延遲時間（IELT）為6.5分鐘。若將早發性射精定義為IELT百分位数少於2.5，那麼即等同在少於2分鐘的時間內射精。

## 診斷
《精神障碍诊断与统计手册》第五版（DSM-5）將早發性射精定義為「一種在與伴侶發生性行為的過程中，持續或反覆出現的射精模式，表現為在插入陰道的1分鐘內，以及在當事人想射精前射精」。若要診斷某人患上早發性射精，DSM-5還要求有關情況必須持續6個月以上；引起當事人具臨床意義的痛苦；不能由關係問題、其他心理疾患、藥物副作用來解釋。 這些因素需經當事人主訴的經歷確定，不用進行任何的診斷測試。
2007年的ICD-10將早發性射精定義為當事人在約15秒內失去控制地射精。

## 治療
現有數項經過測試證實能夠治療早發性射精的療法。若當事人一併接受藥物療法和非藥物療法，那麼效果往往較為顯著。

### 自療
很多男性嘗試以分散注意力的方式來治療早發性射精，比如嘗試把注意力從性刺激上挪開。少有證據顯示此舉是有效的，而且它往往會影響當事人和伴侶的性滿意度。另一些能夠自我治療的做法有放慢性行為的節奏、把陰莖抽出一會後再接合、在性交前預先以其他方式使自己射精、使用多個安全套。一些男性表示上述方法的確有效。

### 精神分析
在弗洛伊德支持者的假設中，過快的射精為神经症的症狀之一。這一說法認為擁有此一問題的男性在潛意識上對女性抱有敵意，致使其在不讓愛人獲得性滿足的情況下，快速獲得之。不過即使他們宣稱精神分析能夠治療早發性射精，但這麽多年來其收效甚微，甚至沒有任何效果。
沒有證據證明患有早發性射精的男性對女性普遍存有敵意。

### 性治療
性治療師已開發及應用了好幾種治療早發性射精的方法，比如凱格爾運動（加強骨盆肌肉強度）、麥斯特與強生的「擠壓法」（減低過度的興奮感）、「停止－再刺激法」（令男性的反應去敏化）:27。
麥斯特與強生為了治療早發性射精，而開發出「擠壓法」這一治療方法。有關治療法建基於詹姆斯·塞门斯（James Semans）於1956年提出的塞门斯方法。在當中男性需留意自身的興奮模式，並要從中識別自己在射精「迫在眉睫」前的感受。之後若自己出現這種感受，便要通知自己的伴侶，讓其以拇指和食指擠捏龜頭，使射精反射被迫暫停。最終使該名男士更為持久。
擠壓法雖然有效，但很多伴侶仍認為其過於麻煩。在1970至1990年代間，性治療師完善了麥斯特與強生的治療方法，並在很大程度上放棄了「擠壓法」，改用更為簡單有效的「停止－再刺激法」。即在交合期間，若涉事男士達至臨近高潮的階段，那麼其與伴侶皆會暫停有關行為，直到射精感覺消退時再繼續。
截至2017年，有關這些方法的短期研究一般顯示它們約對半數患者有效:27。

### 藥物
增加血清素信號於腦部傳遞的藥物能夠使施用者於接受刺激後較遲時間才射精，故亦能有效治療早發性射精。擁有這種效果的藥物有像帕罗西汀、達泊西汀、氯米帕明般的选择性5-羟色胺再摄取抑制剂（SSRI）。有關效果一般在施用藥物的一週內浮現。該些藥物能使當事人的射精延遲時間增加6-20倍。接受藥物治療者一般對其效果感到滿意，他們大多會在一年內停藥。不過，SSRIs的潛在副作用亦包括性高潮障礙、勃起功能障碍、性冲动減退。
達泊西汀是一種短效的SSRI，其在治療早發性射精上有一定效果，使用者在需要時才應使用之。它的耐受性一般很好。非典型口服止痛药曲马多對治療早發性射精亦有一定效果。
患者亦可能用到像利多卡因般的去敏外用藥物，它們需塗在陰莖的尖端和軸上。它們為「按需使用」的藥物。使用者一般需在要進行性行為的10-15分鐘前使用之。與內服藥物相比，其潛在的系統性副作用較少。不過也有人因為這種藥物會使自身和伴侶的敏感度（陰莖上的藥物會在接合過程中轉移到伴侶的有關部位）降低，而不好使用之。

### 手術治療
現有兩款用於永久治療早發性射精的手術——阴茎背神经切断术和採用玻尿酸凝膠的龜頭填充术。兩者的開發地點皆為大韩民国，且在當地得到較為廣泛的應用。當地約72.9%的泌尿科醫師相信阴茎背神经切断术為有效安全的。初步研究證實了上述觀點，但由於欠缺大規模、多中心、持續追蹤研究對象的随机对照實验，故國際性醫學學會一直無法認可這兩種治療手段。就目前的研究情況而言，手術在治療早發性射精當中所扮演的角色尚不明確。

## 流行病學
早發性射精為一種男性容易罹患的性功能障碍；然而，由于射精所需的时间和伴侣所期望的性事持續時間不一，故很難去確定早發性射精的實際發生率。芝加哥大学的研究者在1999年和2008年分別進行了兩次統稱為《美國人的性行為》的調查，結果發現在青少年至59歲者當中，約30%的男士報稱在過去12個月內至少經歷一次早發性射精，約10%則報稱出現過勃起功能障碍的情況。虽然勃起功能障碍於60歲以上的男士身上挺為普遍，但一些估計仍認為早發性射精的患病率比起勃起功能障碍更高，根據一項調查，早發性射精影响了28%年齡介乎65至74岁的男性，和22%年齡介乎75至85岁的男性，顯示其對於老年人而言仍是一項普遍問題。其他研究稱18歲以上的男性患有早發性射精的比例從3%到41%不等，但絕大多數研究估計患病率為20%到30%。
常見誤解或會認為早發性射精於年輕人當中較為常見，且其患病率會跟年齡成反比，但流行病學研究卻顯示各年齡組別的患病率相差不大。
台灣泌尿外科主治醫師侯鎮邦在報章回應提問時表示，根據美國現代性學研究創始者阿爾弗雷德·金賽博士在1950年的定義，從陰莖插入陰道到射精為止，平均時間超過2分鐘即為正常，並且有研究指出，75%的美國男性在插入陰道的3分鐘之內就射精。侯鎮邦表示很多現代男性都受到成人電影的影響，當看到電影中的男主角和女優性交遠遠超過兩三分鐘，便感受到壓力及懷疑自己的性能力，在日本甚至有超過7成的男性感到焦慮並懷疑自己有早洩的問題。而成人電影在拍攝時是很少會一鏡到底，通常都是拍拍、停停，再透過剪接才能夠做到遠超正常性交時間的特殊效果。

### 書刊
- Kaplan, Helen S. . Psychology Press. 1974. ISBN 9780876300831.
- Kaplan, Helen S. . Routledge. 1989. ISBN 978-0876305423.

## 延伸閲讀
- Hamblin, James. . The Atlantic. 2012  [2017-03-06]. （原始内容存档于2021-02-04）. According to [Dr. John Mulhall], when we talk casually about premature ejaculation ... we're usually talking about what the medical community would consider 'premature-ejaculatory-like syndrome,' or simply 'rapid ejaculation.' ... Mulhall says it comes down to whether the guy lasts long enough. If his partner is made wholly replete in 90 seconds, then a man who lasts 95 seconds can be fine. But if another guy lasts 15 minutes, and that's not cutting it, then it's a problem and can be considered rapid.